# Valley of the Dolls (miniserie)
Jacqueline Susann's Valley of the Dolls is een Amerikaanse tweedelige miniserie die uitgezonden werd op CBS in oktober 1981. Het scenario is gebaseerd op de roman "Valley of the Dolls" uit 1966 van Jacqueline Susann. De miniserie werd geregisseerd door Walter Grauman, met Susanns echtgenoot Irving Mansfield als uitvoerend producent.

## Verhaallijn per aflevering

### Deel 1
Ann Wells (Catherine Hicks) is een ambitieuze jonge advocate die in Hollywood voor het entertainmentbedrijf van magnaat Henry Bellamy (James Coburn) werkt. Ze raakt bevriend met zangeres Neely O'Hara (Lisa Hartman), die naar verluidt een traumatische jeugd heeft gehad, en actrice Jennifer North (Veronica Hamel), van wie wordt beweerd dat ze in pornofilms heeft gewerkt. Ann ontmoet regisseur Lyon Burke (David Birney) via haar werk en ze beginnen een relatie. Burke regisseert een musical genaamd Fanfare, geproduceerd door Bellamy's bedrijf, met in de hoofdrol de legendarische ster Helen Lawson (Jean Simmons), een voormalige geliefde van zowel Henry als Lyon. Jennifer heeft een kleine rol in Fanfare en Helen is jaloers op haar jeugdig voorkomen.
Ann draagt Neely voor voor een belangrijke rol in Fanfare. Neely is getalenteerd, maar wordt overmand door zenuwen. De kapper van de film, Teddi Casablanca (Steve Inwood), geeft haar pillen om haar zenuwen te kalmeren. Neely's optreden is een succes en ze groeit uit tot een grote zang- en acteerster, maar ontwikkelt een drugs- en alcoholverslaving.
Jennifer wordt verliefd op haar tegenspeler, zanger/acteur Tony Polar (Bert Convy). Ze raakt zwanger en het stel is van plan te trouwen. Tony's beschermende zus Miriam (Carol Lawrence) vertelt Jennifer dat Tony een aangeboren degeneratieve aandoening heeft die onvermijdelijk zal leiden tot zijn cognitieve achteruitgang en vroegtijdige dood, en ze dwingt Jennifer tot een abortus. Tony, die niets weet van zijn ziekte en de risico's voor zijn ongeboren kind, kan Jennifer de abortus niet vergeven en beëindigt de relatie. Jennifer vlucht naar Parijs en raakt verslaafd aan drugs en alcohol. Later wordt ze model en heeft ze een lesbische relatie met schilderes Vivienne (Camilla Sparv), die Jennifer helpt haar problemen te overwinnen.

### Deel 2
Neely wint een prestigieuze filmprijs en vergeet Helen Lawson te vermelden in haar dankwoord. De twee vrouwen maken backstage ruzie tijdens de prijsuitreiking en Neely trekt Helens pruik af en spoelt die uit wraak door het toilet, vlak voordat Helen het podium op moet om een Lifetime Achievement Award in ontvangst te nemen. Helen gaat toch het podium op en toont haar natuurlijke grijze haar, wat haar respect van de industrie oplevert. Ze besluit haar leeftijd te accepteren en neemt bijrollen aan.
Na een korte affaire met Lyon, die in Parijs aan een nieuwe film werkt, keert Jennifer terug naar Hollywood en wordt ze topmodel en woordvoerder voor een cosmeticabedrijf. Ze wordt verliefd op de oprichter van het bedrijf, Kevin Gilmore (Gary Collins), maar ontdekt al snel dat ze kanker in een vergevorderd stadium heeft. Omdat ze weet dat Kevins eerste vrouw aan kanker is overleden en hem verder lijden wil besparen, neemt ze opzettelijk een overdosis kalmeringsmiddelen en overlijdt ze de avond voordat ze een operatie moet ondergaan.
Neely's carrière schiet omhoog, maar haar drugsmisbruik houdt aan. Teddi wordt dominant en neemt de regie over haar carrière over. Na een ruzie met Teddi is Neely helemaal overstuur en probeert zelfmoord te plegen, maar Lyon en Ann kunnen haar ompraten. Na een periode in een afkickkliniek tekent ze bij nieuwe managers en gooit Teddi uit haar leven. Helaas vervalt ze al snel weer in alcohol- en drugsgebruik om haar gewicht en stress onder controle te houden. Neely stort in op het podium tijdens een eerbetoon aan Jennifer. Neely lijdt aan een amfetaminepsychose en hallucineert dat mensen haar kwaad willen doen. Ze wordt opgenomen in een sanatorium, waar ze Tony ontmoet, die inmiddels aan dementie lijdt.
Lyon en Ann groeien uit elkaar en ze heeft een korte affaire met haar baas Henry, die haar klaarstoomt om steeds meer macht binnen zijn bedrijf te krijgen. Ann en Lyon verzoenen zich later en werken samen aan een nieuwe film, met de inmiddels herstelde Neely in de hoofdrol. Ann ontdekt dat Lyon en Neely een affaire hebben. Ze vertelt Neely dat ze altijd vrienden zullen blijven, maar beëindigt daarna definitief haar relatie met Lyon.

## Rolverdeling
| Acteur               | Personage        |
| -------------------- | ---------------- |
| Catherine Hicks      | Ann Wells        |
| Lisa Hartman         | Neely O'Hara     |
| Veronica Hamel       | Jennifer North   |
| David Birney         | Lyon Burke       |
| Gary Collins         | Kevin Gilmore    |
| Bert Convy           | Tony Polar       |
| Britt Ekland         | Francoise        |
| Denise Nicholas Hill | Connie           |
| Steve Inwood         | Teddi Casablanca |
| Carol Lawrence       | Miriam           |
| Camilla Sparv        | Vivienne Moray   |
| Jean Simmons         | Helen Lawson     |
| James Coburn         | Henry Bellamy    |

## Ontvangst
Tom Shales van The Washington Post noemde de miniserie een "loodzware en moeizame remake". Hij vond de film uit 1967 veel beter.